# Боброїдка

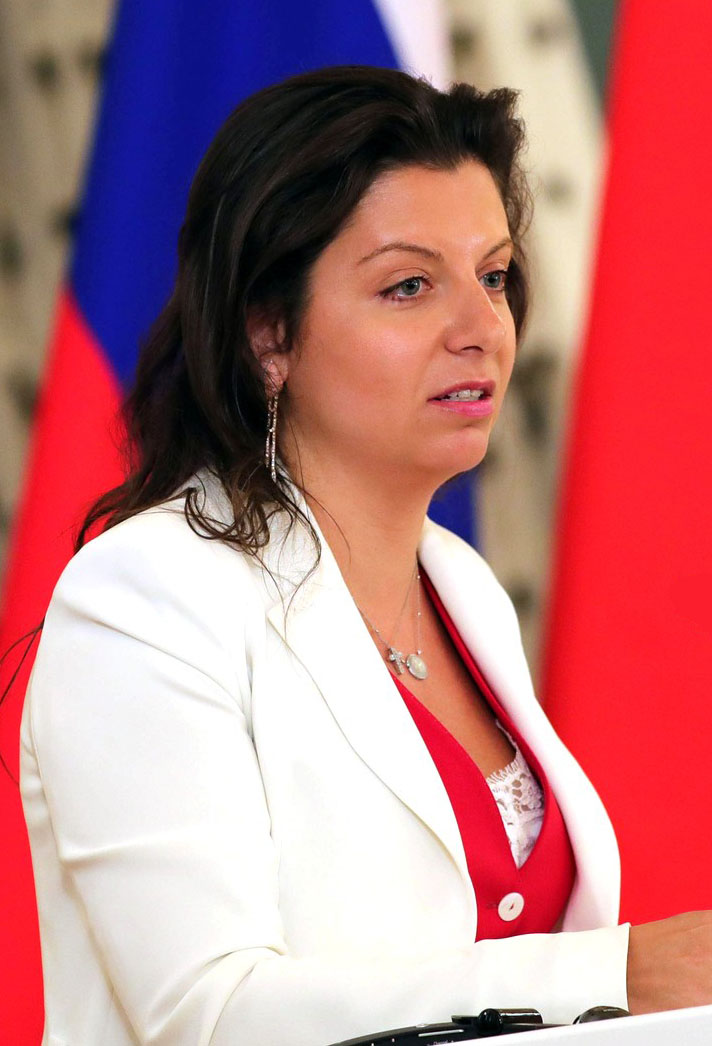
Маргарита Симоньян у 2017 році

Боброїдка (рос. Боброедка) — принизливе прізвисько російської журналістки та головного редактора RT Маргарити Симоньян, яке стало інтернет-мемом у Росії та пострадянських країнах.

## Історія
Таке прізвисько Маргарита Симоньян отримала випадково. Наприкінці 2012 року вона пішла за покупками на ринок. На честь Нового 2013 року Симоньян вирішила спробувати бобра, про що повідомила своїм підписникам: «Вперше в житті буду готувати бобра. Опитані експерти. У підсумку я зварю голову бобра з цибулею, морквою і лаврушкою для бульйону. Решту м'яса замариную на ніч у часнику, ягодах ялівцю та чорному перці, завтра посмажу, а потім протушкую в бульйоні до м'якості». Користувачам такі смаки здалися специфічними, адже бобер — тварина малопоширена в їжі.
Після цього за Маргаритою Симоньян міцно закріпилося прізвисько «боброїдка», що буквально означає «боброжерка». Особливо обурені підписники почали робити меми, що поєднують зображення Маргарити й бобра. Прізвисько дуже часто використовувалося опозиціонером Олексієм Навальним і його фанатами, часто в негативному контексті. Наприклад, після повідомлення Симоньян про поїдання бобра Навальний опублікував у Twitter світлину тварини і зробив претензійну заяву: «Зовсім недавно він їв траву і насолоджувався життям. А назавтра Маргарита Симоньян його горілкою зажере».
У жовтні 2019 року Симоньян відповіла на звинувачення Навального, в якому назвала журналісток Марію Баронову та Олесю Рябцеву «свинками», додавши, що «боброїдка» з вуст Навального звучить набагато метафоричніше.
Цим прізвиськом Навальний також тролив Симоньян у лютому 2021 року, коли в суді розглядали справу про наклеп на ветерана. Пов'язаний із судом Навальний не бачив, хто живе у квартирі скривдженої пенсіонерки, і попросив роз'яснень: «Я хотів би зрозуміти, хто там сидить, це слідчий? Маргарита Симоньян їсть бобра?». У відповідь на це російський журналіст Антон Красовський та сама Симоньян заявили, що «ніхто так не поводиться».
У квітні 2021 року Симоньян відправила у колонію голодуючому Навальному м'ясо бобра. Вона написала: «Навальний оголошує голодування. Вчасно відправила йому смачний пакунок», — опублікувавши у соцмережах світлини пакування із бобровою ковбасою та її копченостями. У соцмережах її вчинок викликав різку критику.
Симоньян не особливо любить свій псевдонім, хоча іноді використовувала його у своїх постах. Маргарита Симоньян вважає, що прізвисько «боброїдка» безнадійно застаріло.